# 茂牧人
茂 牧人（しげる まきと、1958年3月18日 - ）は、日本の宗教哲学者、京都大学博士（文学）、青山学院大学教授。同大学総合文化政策学部長（2018年～2022年）。
専門：近・現代ドイツ哲学、宗教哲学。ハイデガーの存在の真理の思索やシェリングの自由と悪の思索を否定神学の伝統の中から浮彫りにして、そこから＜形而上学の克服＞を試み、新たな宗教哲学の可能性を追求している。

## 略歴

### 学歴
京都市生まれ。
- 1976年：兵庫県立西宮高等学校卒業。
- 1980年：上智大学文学部哲学科卒業。
- 1986年：同大学大学院哲学研究科博士後期課程単位取得満期退学。
- 2013年：京都大学大学院文学研究科思想文化学専攻において『ハイデガーと神学』によって博士号を取得。博士（文学）。

### 教歴
- 1987年：青山学院大学国際政治経済学部専任講師。
- 1992年：同大学国際政治経済学部助教授。
- 2003年：同大学国際政治経済学部教授。
- 2008年：同大学総合文化政策学部教授（～現在）。
- 2018年：同大学総合文化政策学部長（〜2022年）。

京都大学大学院、国際基督教大学、上智大学、立教大学、学習院大学などで非常勤講師を歴任。
日本基督教学会理事（専務理事2018年～2022年）、実存思想協会理事（理事長2019年～2023年）、日本シェリング協会理事などを歴任。

## 著書・編著・翻訳

### 著書
- 『ハイデガーと神学』知泉書館、2011年、ISBN　978-4-86285-116-1 [2]。
- 『否定神学と<形而上学の克服>ーシェリングからハイデガーへー』知泉書館、2024年、ISBN　978-4-86285-398-1 [3]。

### 共編著
- 『キリスト教と生命倫理』東方敬信編、日本基督教団出版局、1993年。
- 『21世紀ヨーロッパ学　―伝統的イメージを検証する―』ミネルヴァ書房、2002年。
- 『ハイデッガーと将来の思索―哲学への＜寄与＞－』ハイデッガー研究会編、理想社、2006年。
- 『思索の道標をもとめて　芸術学・宗教学・哲学の現場から』ドイツ観念論研究会編、萌書房、2007年。
- 『思想力　絵画から読み解くキリスト教』海津忠雄、東方敬信、深井智朗共著、キリスト新聞社、2008年。
- 『21世紀の信と知のために　キリスト教大学の学問論』西谷幸介共編著、新教出版社、2015年。
- 『ハイデガー哲学は反ユダヤ主義か　「黒ノート」をめぐる討議』ペーター・トラヴニー、中田光雄、斎藤元紀編、水声社、2015年。
- 『続・ハイデガー読本』秋富克哉、安部浩、古荘真敬、森一郎編、法政大学出版局、2016年。
- 『ハイデガー事典』ハイデガーフォーラム編、昭和堂、2021年。

### 翻訳
- 『精神の自己主張　ティリヒ＝クローナー往復書簡1942年―64年』深井智朗共訳、未來社、2014年[4]。